# Tvärminne

Tvärminne och omgivande skärgård 1723

Tvärminne är en by som ligger inom Hangö stad i landskapet Nyland i sydvästra Finland. Den är belägen vid norra delen av Finska vikens mynning. Folkmängden uppgår till cirka 35 fast bosatta och mellan 100 och 150 fritidsbosatta. Ett stort vattenområde som ligger strax utanför orten har uppkallats efter orten, Tvärminne Storfjärden. 
En tegelfabrik har förr varit verksam i byn, den lades ner 1957. I den nedlagda och ombyggda tegelfabrikens lokaler bedriver ett båtvarv i dagsläget verksamhet. På orten finns bland annat en husvagnscamping, en paintballbana och en föreningsgård (Lovikborg) där Tvärminne ungdoms- och hembygdsförening bedriver sin verksamhet. 
Tvärminne by tillhörde Ekenäs landskommun fram till årsskiftet 1976/1977, då den inkorporerades med Hangö stad.

## Fakta om bynamnet
Några av de gamla skrivformerna som påträffats: Tuarminneby 1545, Tuermine 1547, Tuarmijnneby 1549 och Tvärmynde 1775.

## Tvärminne hamn
En avsevärd utbyggnad av Tvärminne småbåtshamn har ägt rum under 2010-talet. Ett privat båtvarv bedriver varvsverksamhet med båtupplag samt därtill hörande tjänster och hamnverksamhet i hamnen. Det totala antalet båtplatser i småbåtshamnen är inte känt (februari 2017), men enligt plan ska 160 båtplatser tas i bruk under år 2017. I hamnen finns 20  gästbåtsplatser, som redan är i bruk. Faciliteter som finns i hamnen: färskvatten och el-uttag. Restaurang och inkvartering finns inte för närvarande, men det finns planer på att dessa tjänster kommer att tas i bruk i framtiden. 

## Kända personer med anknytning till Tvärminne
Bland annat följande finländska kulturpersonligheter har tillbringat åtskilliga somrar i byn:
- Juhani Aho, författare och journalist.
- Jean Sibelius, kompositör.
- Venny Soldan, konstnär och illustratör.

## Tvärminne zoologiska station
Huvudartikel: Tvärminne zoologiska station
Tvärminne zoologiska station är en forskningsstation, som nuförtiden hör till Helsingfors universitets bio- och miljövetenskapliga fakultet. Liksom Lammi och Kilpisjärvi biologiska stationer fungerar stationen i huvudsak som basstation för fältundervisning och forskning i vetenskaper som undersöker naturen, inklusive miljöforskning. Vid stationerna utförs också uppföljning av miljöns tillstånd. Under vintern används stationen också för seminarier, möten och kurser utan direkt koppling till stationens egentliga syfte.
Platsen som valdes för stationen har visat sig idealisk. Området är mycket omväxlande, vilket avspeglas på florans och faunans mångsidighet; femton procent av de hotade arterna i Finland påträffas på Hangö udd. Verksamheten ligger på en ö med fast landförbindelse, Tvärminneön.
Stationen grundades av zoologiprofessorn vid Helsingfors universitet Johan Axel Palmén.